# Годлевский, Виктор Александрович
Виктор Александрович Годлевский (1831—1900) — польский и российский учёный-зоолог, исследователь Сибири и Дальнего Востока, участник польского национально-освободительного восстания 1863 года.

## Биография
Родился 30 декабря 1831 года в Мазовии.
В 1865 году, за участие в польском восстании 1863 года, на 12 лет был сослан на каторгу в Забайкалье. Находился в Сивяково, Чите, Дарасуне.
В 1867 году Годлевский и его друг Бенедикт Дыбовский переехали с Амура в Иркутск и благодаря стараниям председателя Русского географического общества поселились в селе Култук на южном берегу Байкала. С этого времени их судьба была на несколько лет неразрывно связана.
Восточно-Сибирский отдел Императорского русского географического общества не счёл нужным оказать им материальную поддержку, и первые исследования были произведены исключительно собственными силами и средствами. Десять лет они вели совместные научные работы на Байкале.
В Култуке провели первые планомерные исследования по измерению глубин Байкала, по распределению температуры воды на разных глубинах, видового разнообразия и биологических особенностей животного мира озера. Работы велись в основном в зимнее время, со льда.
Дыбовский признавал, что их научные изыскания были во многом успешны благодаря техническим способностям и физической силе Годлевского, неустанно долбившего прочный байкальский лёд.
Совместно с Дыбовским изучал фауну Восточной Сибири. Коллекционировал рисунки рыб Амура, Ингоды и других рек Забайкалья, собирал лекарственные растения.
Его труды представлены в Восточно-Сибирском отделении Российского географического общества.
Выйдя на поселение, в сентябре 1868 года Виктор Александрович Годлевский покинул Забайкалье для исследования реки Амур и Дальнего Востока.
В 1876 году Годлевский и Дыбовский вернулись в Иркутск и вновь работали на Байкале и в истоке реки Ангары. Осенью этого же года они посетили озеро Хубсугул в Монголии, но не нашли здесь байкальской фауны.
В конце 1876 года учёные вернулись на родину в Польшу.
Виктор Александрович Годлевский умер 17 ноября 1900 года в Ясенице.
За подвижнический вклад в исследования Байкала именем Виктора Годлевского названы несколько видов обитающих в нём животных, в том числе конёк Годлевского, овсянка Годлевского.
Его именем названа одна из научных наград Польши